# Hyllestad
Hyllestad é uma comuna da Noruega, com 259 km² de área e 1 557 habitantes (censo de 2004).         